# Białoruś na Halowych Mistrzostwach Świata w Lekkoatletyce 2010
Reprezentacja Białorusi podczas halowych mistrzostw świata 2010 liczyła 9 zawodników.

## Mężczyźni
- Bieg na 60 m przez płotki
  - Maksim Łynsza

- Pchnięcie kulą
  - Andrej Michniewicz
  - Pawieł Łyżyn

- Siedmiobój
  - Andrej Krauczanka

## Kobiety
- Bieg na 1500 m
  - Natalla Karejewa

- Bieg na 60 m przez płotki
  - Alina Tałaj

- Skok w dal
  - Wieronika Szutkowa

- Pchnięcie kulą
  - Nadzieja Astapczuk
  - Natalla Michniewicz